# Nippon Steel Yawata Soccer Club
Il Nippon Steel Yahata Soccer Club (新日本製鐵八幡サッカー部?, Shin-Nihon Seitetsu Yahata Sakkā-Bu) è stata una società calcistica giapponese attiva fino al 1999, con sede a Kitakyūshū.
Fondata nel 1950, ha al suo attivo la vittoria dell'edizione 1964 della Coppa dell'Imperatore. Fa inoltre parte delle otto squadre fondatrici della Japan Soccer League, ottenendo come miglior piazzamento il secondo posto nelle prime due edizioni della competizione.

## Storia
Fondata nel 1950 in seguito alla confluenza di otto squadre nel club sportivo aziendale della Yahata Iron & Steel (da cui prese il nome), la squadra si mise in evidenza in Coppa dell'Imperatore dove raggiunse la finale nelle edizioni 1956 e 1958.
Nel corso del decennio successivo la squadra (che fornì diversi giocatori alle formazioni della nazionale giapponese che parteciparono alle Olimpiadi 1964 e 1968) ottenne il suo primo e unico titolo, condiviso con il Furukawa Electric in seguito al pareggio nella finale di Coppa dell'Imperatore 1964, e fu inclusa tra gli otto membri fondatori della prima edizione della Japan Soccer League in cui ottenne, nei primi due anni, due secondi posti consecutivi alle spalle del Toyo Kogyo.
Assunto nel 1970 il nome di Nippon Steel in seguito alla fusione della Yahata Iron & Steel con la Fuji Steel, la squadra attraversò un lungo periodo di declino che si concretizzò con la retrocessione in Division 2 al termine della stagione 1981 e culminò nella stagione 1990-1991, in cui la squadra lasciò definitivamente la Japan Soccer League.
Dopo aver disputato sette stagioni piazzandosi tra le prime posizioni della Japan Regional League, il Nippon Steel concluse definitivamente la sua attività nel 1999.

## Allenatori e presidenti
- 1951-1968  Tadashige Teranishi
- 1969-1975  Masashi Watanabe
- 1976-1979  Teruki Miyamoto
- 1980-1983  Hisao Kami
- 1984-1986  Hisao Kaneko
- 1987-1988  Hisao Kami
- 1989-1995  Oi Narimoto

## Palmarès

### Competizioni nazionali
- Coppa dell'Imperatore: 1

1964

### Altri piazzamenti
- Coppa dell'Imperatore:

Secondo posto: 1956, 1958, 1964, 1965
- Japan Soccer League:

Secondo posto: 1965, 1966

## Statistiche e record

### Partecipazione ai campionati
| Categoria                      | Partecipazioni | Debutto | Ultima stagione |
| ------------------------------ | -------------- | ------- | --------------- |
| Japan Soccer League Division 1 | 17             | 1965    | 1981            |
| Japan Soccer League Division 2 | 9              | 1982    | 1990-1991       |
| Japan Regional League          | 9              | 1991    | 1999            |